# Hermundurowie

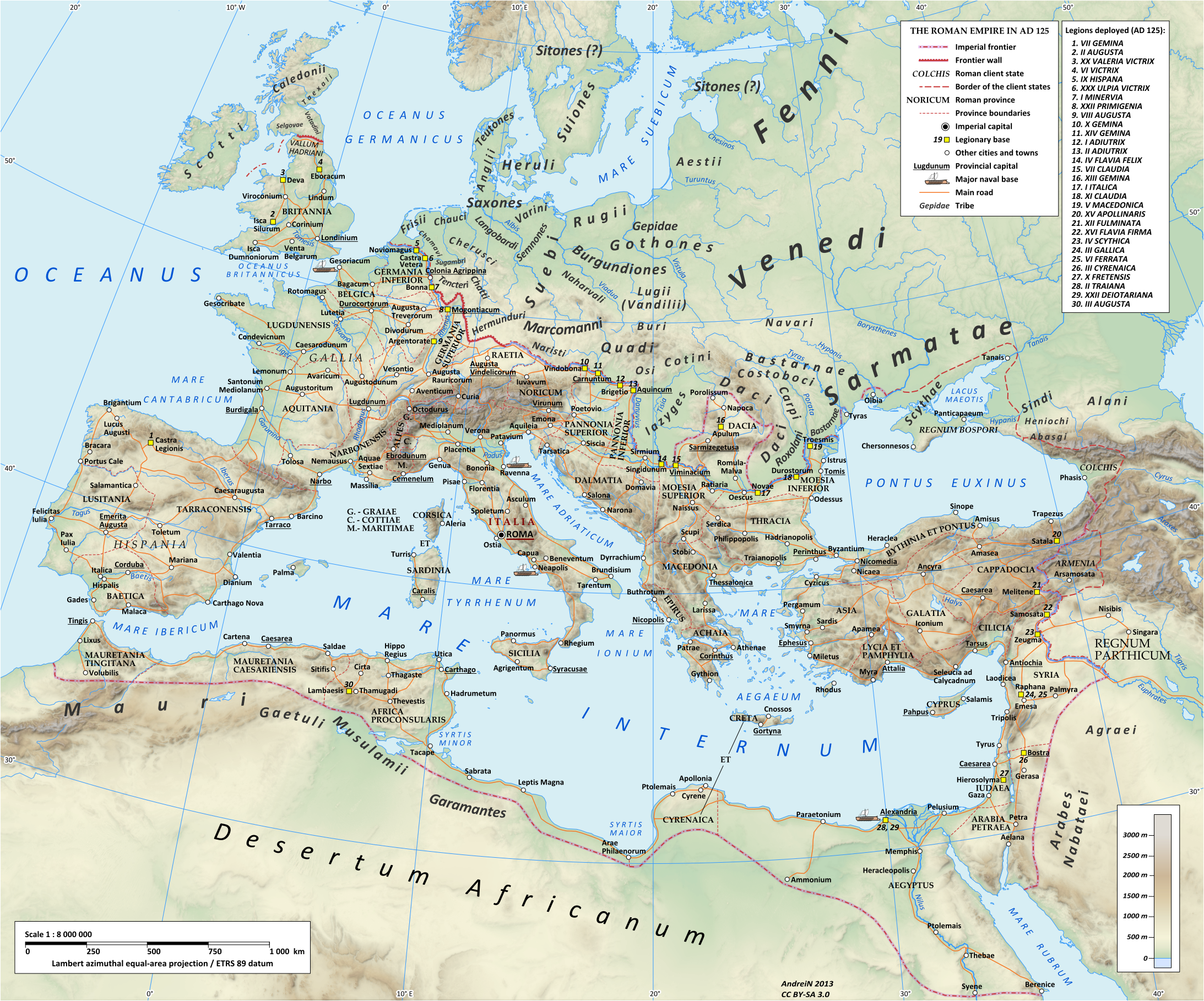
Mapa Imperium Rzymskiego za czasów Hadriana pokazująca tereny zajmowane przez Hermundurów (południowo-wschodnie Niemcy).

Hermundurowie – plemię germańskie, pierwotnie zamieszkujące nad Łabą i Soławą; w późniejszym okresie przesunęli się w kierunku Dunaju. 
Pierwsze wzmianki o Hermundurach znajdują się w dziele Tacyta O pochodzeniu i siedzibach Germanów. Tacyt w Rocznikach podaje, że król Hermundurów Wibiliusz ingerował w spór dynastyczny Swebów. Hermundurowie tworzyli jedno z satelitarnych wobec Rzymu państewek naddunajskich, obok Kwadów, Markomanów i Narystów, aż do 166 roku, kiedy to klienci Rzymu zbuntowali się rozpoczynając okres wojen markomańskich. Hermundurowie stali się częścią związku plemiennego Alamanów. Prawdopodobnie Hermundurowie byli przodkami Turyngów, ludu znanego w okresie wędrówek ludów.